# Bandy i Storbritannien
Bandy i Storbritannien

## Historia, fram till 1910-talet
Modern bandy började ta form i Storbritannien på 1700-talet och dess ursprung var distriktet Fen (Cambridgeshire och Lincolnshire). 1813 berättades det att byn Bury on Fen hade ett bandylag som var obesegrade i hundra år . Under 1860-talet började sporten ta fart och 1891 enades man om enhetliga regler i England, och den första regelboken skrevs. Det engelska förbundet "National Bandy Association" bildades det året. Bandy spelades mest i distriktet Fen, och Bury on Fen BC var den dominerande klubben. Klubbarna Nottingham Forest FC och Sheffield United, kända genom fotboll, bildades som bandy- och fotbollsklubbar. Andra engelska bandyklubbar var Virginia Water BC, Winchester BC, Northampton BC och Oxford City. I Crystal Palace i London spelades 1875 den första reguljära bandymatchen mellan två Londonlag. 1913 vann England Europamästerskapet, men sedan minskade intresset och efter mitten av 1910-talet spelades inga matcher.

## Återintroduktion på 2000-talet
Den 26 mars 2004 spelades, på ishockeyrinken Streatham Ice Arena mitt i sydcentrala London en uppvisningsmatch mellan ryska HK Vodnik och svenska Edsbyns IF. Matchen slutade 10-10. Matchen var en del i försöket att återstarta organiserad bandy i Storbritannien. 2010 valdes England in i FIB. 2017 bildades den första klubben i modern tid, Gillingham Bandy Club. Det engelska förbundet vidgade sitt område till hela Storbritannien 2017 och bytte namn till Great Britain Bandy Federation. I augusti 2018 for Storbritanniens herrlandslag i bandy till Sverige för att spela en vänskapsmatch mot Villa Lidköping BK.

## Bando
Walesarna spelade ett liknande spel, "Bando", som var populärt bland kolarbetarna. Spelet dog ut innan engelsmännen skapade sina bandyregler.